# ألاخيرو
بلدية ألاخيرو (بالإسبانية: Alajeró) هي بلدية تقع في مقاطعة سانتا كروث دي تينيريفه التابعة لمنطقة جزر الكناري جنوب غرب إسبانيا.

## الديموغرافيا
بلغ عدد سكان بلدية ألاخيرو 2.016 نسمة عام 2011 (وفقاً للمعهد الوطني للإحصاء الإسباني).
| 1.155 | 1.267 | 1.533 | 1.954 | 2.142 | 2.110 | 2.016 |